# БАЗ А08120 «Троянда»
БАЗ А08120 «Троянда» — сімейство 9,4-метрових туристичних автобусів середнього класу українського виробництва. Автобуси виготовляються на Бориспільському автобусному заводі з 2011 року.

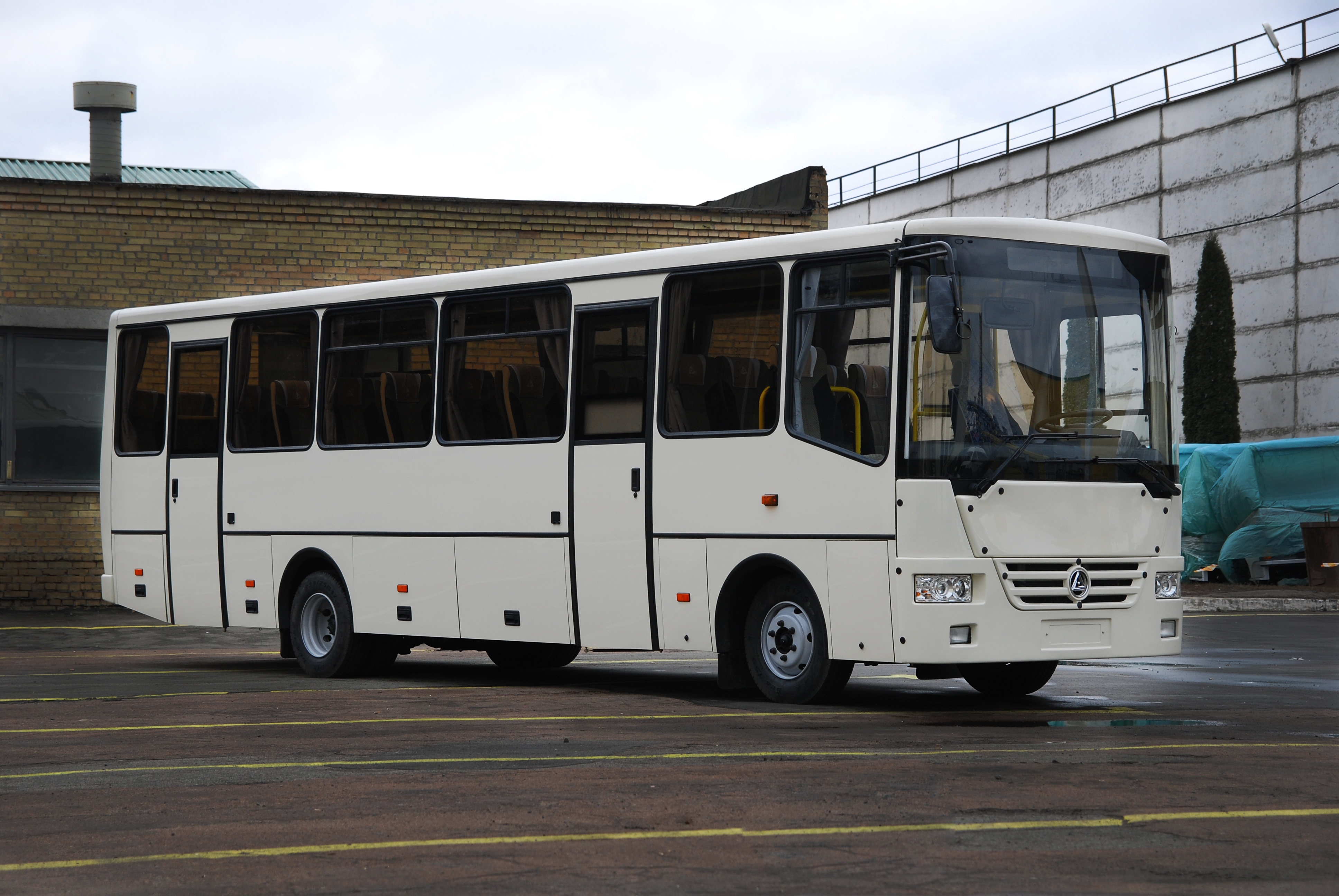
БАЗ А08120 зі звичайними вікнами

Створена модель автотранспорту призначена для перевезення пасажирів на міжміських маршрутах і має одразу дві модифікації: зі стоячими і без стоячих місць (туристичні). В обох випадках забезпечено 37 місць для сидіння, а також одне службове місце. Під підлогою пасажирського салону знаходяться багажні відсіки об'ємом 3,7 м3, а над пасажирськими сидіннями — полиці для дрібних речей.
Комфортабельність автобуса забезпечує задня пневмо-ресорна підвіска, а хороші динамічні характеристики-двигун потужністю від 123 до 134 кВт. Автобус створений на шасі індійської фірми Ashok Leyland і має високий ступінь уніфікації з приміським автобусом моделі А08111, що є модифікацією серійного міського автобуса А08110.
За словами розробників, в конструкції автобуса закладена можливість різних виконань кузова та салону: з системою кондиціювання та вентиляційними каналами, з монітором та елементами побутового обладнання (міні-кухня, холодильник тощо).
В 2013 році дебютувала міська модель Еталон А08128 «Троянда» з низьким рівнем підлоги в задньому звисі і двома двостулковими дверима.
В 2014 році дебютувала міська модель Еталон А08129 CNG «Троянда» створена на основі Еталон А08128 «Троянда» з двигуном, який працює на метані.
В 2018 році представлено приміський автобус Еталон А08117 на 40 сидячих місць.

## Модифікації
- Еталон А08120 «Троянда» (міжміський) — автобус на 37 сидячих і 20 стоячих місць з двигуном Hino HA6DTI3N-BSIII Євро-3[2].
- Еталон А08120-30 «Троянда»
- Еталон А08120-40 «Троянда»
- Еталон А08120-50 «Троянда»
- Еталон А08123 «Троянда» (турист) — автобус на 37 сидячих місць з двигуном Hino HA6DTI3N-BSIII Євро-3.
- Еталон А08123-10 «Троянда» (міжміський) — автобус на 37 сидячих і 20 стоячих місць з двигуном Ashok Leyland H6E4S123 Євро-4.
- Еталон А08123-30 «Троянда» (міжміський) — автобус на 37 сидячих і 20 стоячих місць з двигуном Ashok Leyland H6E4S123 Євро-4.
- Еталон А08123-40 «Троянда» (турист) — автобус на 37 сидячих місць з двигуном Ashok Leyland H6E4S123 Євро-4.
- Еталон А08123-50 «Троянда» (турист) — автобус на 37 сидячих місць з двигуном Ashok Leyland H6E4S123 Євро-4.
- Еталон А08128 «Троянда» (міський) — автобус на 42/45 сидячих і 24 стоячих місць з двигуном Hino HA6DTI3N-BS Євро-3 або Ashok Leyland H6E5SD123 Євро-5.
- Еталон А08129 CNG «Троянда» (міський) — автобус на 42/45 сидячих і 24 стоячих місць з двигуном Ashok Leyland H6E4GD137 5,76 л потужныстю 195 к.с., що працює на метані і відповідає нормам Євро-5, 6-ст. МКПП ZFS6-36.
- Еталон А08130 «Троянда» (турист) — автобус на 37 сидячих місць з двигуном Ashok Leyland H6E4GD137 5,76 л потужныстю 195 к.с., що працює на метані і відповідає нормам Євро-5.
- Еталон А084 «Тюльпан» (турист) — автобус на 37 сидячих місць з двигуном DAF, що відповідає нормам Євро-6.
- Еталон А08117 (приміський) — автобус на 40 сидячих і 20 стоячих місць
- Еталон А08117ш (шкільний) — автобус на 40 сидячих місць

## Конкуренти
- Стрий Авто А102 «Карпати»
- Ataman А096
- ЗАЗ А10Л І-Ван
- Богдан А401
- А30750 Selena
- А30851 Sirius